# Comitê Executivo do Conselho de Segurança Nacional

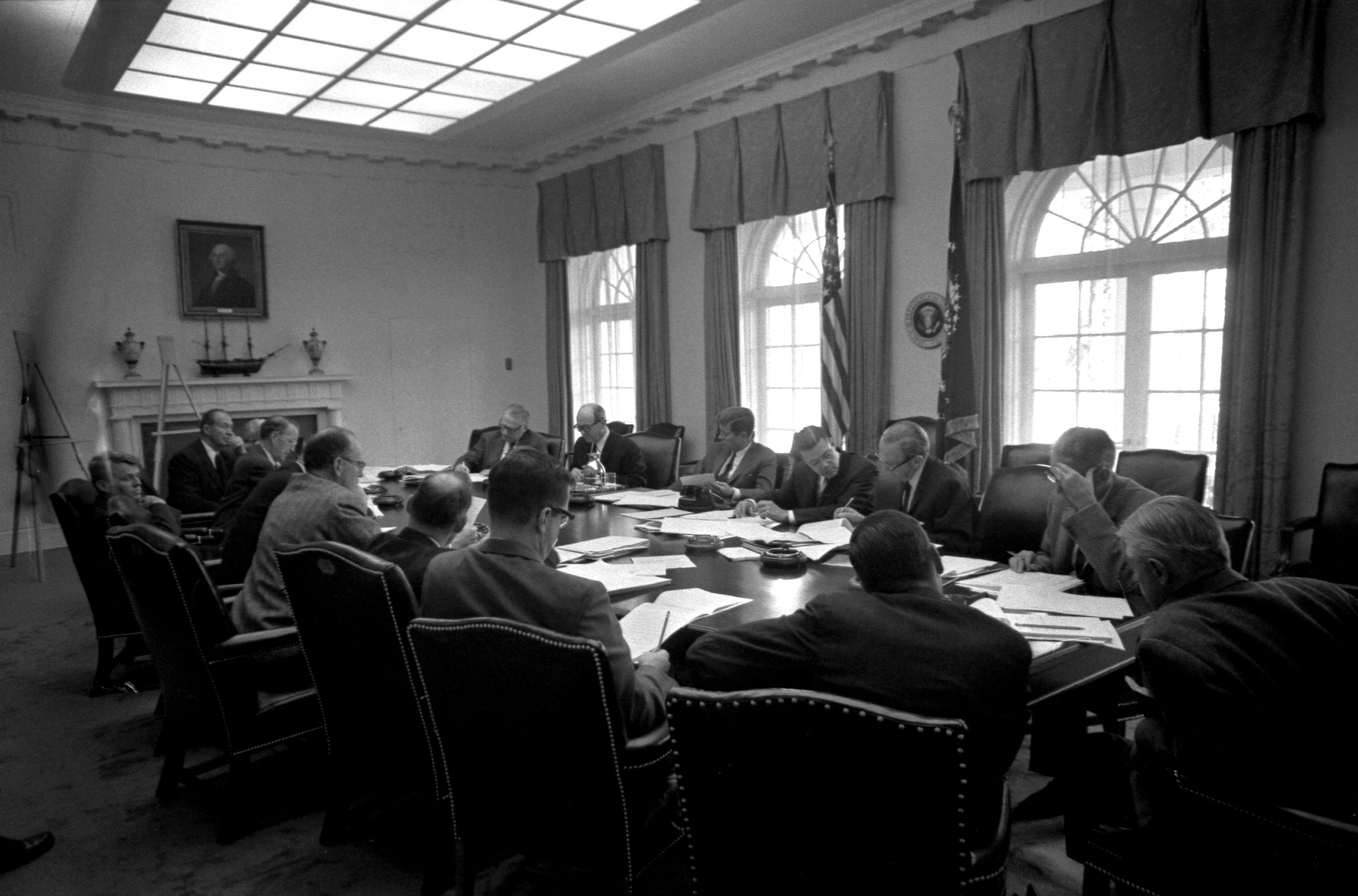
EXCOMM reunidos na Casa Branca Gabinete quarto durante a Crise dos Mísseis em 29 outubro de 1962.

O Comitê Executivo do Conselho de Segurança Nacional (geralmente chamado simplesmente de Comitê Executivo ou ExComm) foi um corpo de funcionários do governo dos Estados Unidos que se reuniu para aconselhar o presidente John F. Kennedy durante a crise dos mísseis cubanos em 1962. Era composto por doze membros titulares, além do presidente. Os conselheiros frequentemente participavam das reuniões, que aconteciam na Sala do Gabinete da Ala Oeste da Casa Branca e eram secretamente gravadas por gravadores ativados por Kennedy. Nenhum dos outros membros do comitê sabia que as reuniões estavam sendo gravadas, exceto provavelmente o irmão do presidente, o procurador-geral Robert F. Kennedy.

## Desclassificando as fitas
As gravações originais das reuniões da EXCOMM estão atualmente na Biblioteca e Museu Presidencial John F. Kennedy em Dorchester, Boston. Grandes avanços foram feitos na desclassificação e publicação das fitas. Trechos da primeira reunião, realizada em 16 de outubro de 1962, documentam as reações dos membros do comitê ao ouvirem inicialmente a notícia de que mísseis balísticos de médio e longo alcance poderiam estar em Cuba. No verão de 1985, McGeorge Bundy, que serviu como Assistente Especial de Segurança Nacional do EXCOMM, transcreveu as fitas da reunião de 27 de outubro de 1962. James G. Blight, enquanto Diretor Executivo do Centro de Ciência e Assuntos Internacionais da Universidade de Harvard, editou e anotou as transcrições de Bundy. Autoridades em Washington e na biblioteca concederam a Bundy acesso às gravações em fita, devido ao seu papel na EXCOMM.
Bundy considerou a reunião de 27 de outubro especialmente importante, pois foi a reunião que precedeu imediatamente a resolução da EXCOMM sobre a crise dos mísseis cubanos de 1962. Bundy acreditava que as gravações incluíam informações históricas importantes que deveriam ser compartilhadas com o público: notadamente, como as decisões políticas são tomadas quando envolvem assuntos relacionados a armamento nuclear.
Em meados da década de 1990, as fitas de áudio foram sistematicamente desclassificadas e lançadas, primeiro como transcrições publicadas e depois como arquivos de áudio para download.

## Tomando a decisão
As deliberações do EXCOMM são um tema favorito dos cientistas sociais. Irving Janis argumentou que eles eram relativamente livres do "pensamento de grupo" que atormentava as discussões que levaram à Baía dos Porcos.
Um teórico político, James Blight, analisou o comportamento dos membros da EXCOMM em meio à crise iminente com a União Soviética. Ele sugere que o pensamento de guerra com a União Soviética incutiu uma sensação de medo nos membros do comitê para que suas deliberações se tornassem mais produtivas à medida que reagiam a essa emoção. Blight argumenta que o foco de atenção da EXCOMM mudou: à medida que a possibilidade de guerra com a União Soviética se tornou mais provável, os membros do comitê ficaram menos preocupados em remover os mísseis de Cuba e, em vez disso, concentraram sua energia em evitar uma guerra nuclear .

## Membros

### Conselho nacional de segurança
- John F. Kennedy, presidente
- Lyndon B. Johnson, vice-presidente
- Dean Rusk, Secretário de Estado
- C. Douglas Dillon, Secretário do Tesouro
- Robert McNamara, Secretário de Defesa
- Robert F. Kennedy, procurador-geral
- McGeorge Bundy, Conselheiro de Segurança Nacional
- John McCone, Diretor de Inteligência Central
- General Maxwell D. Taylor, Exército dos EUA, Presidente do Estado-Maior Conjunto

### Outros membros
- George Ball, subsecretário de Estado
- Llewellyn Thompson, embaixador na União Soviética
- Roswell Gilpatric, vice-secretário de Defesa
- Dean Acheson, ex -secretário de Estado dos Estados Unidos . Enviado pelo presidente Kennedy à França para obter apoio de Charles de Gaulle para os EUA durante a crise dos mísseis cubanos

### Conselheiros
Agência de Inteligência Central
- Ray S. Cline, chefe da Diretoria de Inteligência da CIA
- Arthur Lundahl, Diretor do Centro Nacional de Interpretação Fotográfica

Departamento de Defesa
- Paul Nitze, Secretário Adjunto para Assuntos de Segurança Internacional

Escritório de Planejamento de Emergência
- Edward A. McDermott, Diretor

Departamento de Estado
- U. Alexis Johnson, Subsecretário de Estado Adjunto para Assuntos Políticos
- Adlai Stevenson, Embaixador nas Nações Unidas
- Edwin M. Martin, Secretário de Estado Adjunto para Assuntos Interamericanos

Agência de Informação
- Donald Wilson

Casa Branca
- Kenneth O'Donnell, Assistente Especial do Presidente
- David Powers, Assistente Especial do Presidente
- Theodore Sorensen, Conselheiro Especial do Presidente
- Morgan Ferguson, Conselheiro Especial Adjunto do Presidente
- Bromley Smith, Secretário Executivo do Conselho de Segurança Nacional